# Környezettudatosság
A környezettudatosság az egyes személyek vagy a társadalom valamely szegmensének a bioszféra állapotával és az emberi populáció környezetével kapcsolatos tájékozottságát, érzékenységét és tudatos felelősségvállalását kifejező fogalom, amelyet gyakran jelzői formában használnak. Noha a környezet iránti aggodalom és a vágy az értékeinek megőrzésére valószínűleg nem új keletű, a környezettudatosság fogalma viszonylag új. Először Michael P. Maloney és Michael P. Ward vizsgálták. Eredményeik szerint bár elviekben a legtöbb ember elkötelezi magát a környezetvédelem ügye mellett, az ismeret és a tettek alapján kevés ember tekinthető környezettudatosnak.

## A környezettudatosság és a környezeti válság
A környezeti problémákkal való törődés már hosszú múltra tekint vissza, azonban a környezettudatosság fogalma elválaszthatatlan az ipari fejlődés és az azzal járó megnövekedett szennyezés kialakulásától. A környezettudatosság fontosságát a modern környezetvédő mozgalmak és egyre gyakrabban bizonyos államok is hangsúlyozzák, a fogalom használata és térnyerése az ezen mozgalmak erősödésének köszönhető. A környezetvédő mozgalmak sokat tesznek az emberiség előtt álló környezeti problémák tudatosítása érdekében, amire építve akár politikai nyomás is gyakorolható a döntéshozókra az ilyen típusú, mérlegelést igénylő döntések során. A különböző környezeti katasztrófák, mint például a mexikói-öbölbéli olajszennyezés vagy Fukusima időlegesen növelheti a problémák iránti érdeklődést és számos információt juttathat el az emberekhez, ám ez nem pótolhatja a környezeti nevelést és nem feltétlenül késztet környezettudatos cselekvésre is.

## A környezettudatos cselekvés
A környezettudatos szemlélet számos esetben tettekben is megmutatkozik, ezen esetekben az adott szereplő igyekszik egyéni döntései, tettei során a környezeti hatásokat is figyelembe venni. Ennek számos példája lehet az energiatakarékos izzók használatától kezdve, a kerékpáros közlekedésen át, a szelektív hulladékgyűjtésig vagy éppen a vegetáriánus, illetve helyi élelmiszereket előnyben részesítő diétáig. A közös ezekben az, hogy az ezen cselekvéseket végző döntésének hátterében a környezeti szempontok is szerepet játszanak. A gazdasági-üzleti szféra szereplői is cselekedhetnek környezettudatos módon, ehhez a környezetvédelmi szempontokat is figyelembe kell venniük a vállalatirányításban.